# Matrice di Cartan
In matematica, il termine matrice di Cartan ha due significati, entrambi ricondotti al matematico francese Élie Joseph Cartan (1869-1951). Tale termine viene assunto come esempio di legge dell'eponimia di Stigler: infatti le matrici di Cartan nel contesto delle algebre di Lie furono inizialmente studiate dal matematico tedesco Wilhelm Killing, mentre il cosiddetto modello di Killing è dovuto ad Élie Cartan.

## Algebre di Lie
Una matrice di Cartan generalizzata è una matrice quadrata {\displaystyle A=(a_{ij})} e intera con entrate tali che:
1. per entrate diagonali {\displaystyle a_{ii}=2;}
2. per entrate non diagonali {\displaystyle a_{ij}\leq 0;}
3. {\displaystyle a_{ij}=0} se e solo se {\displaystyle a_{ji}=0;}
4. {\displaystyle A} può essere scritta come {\displaystyle DS}, dove {\displaystyle D} è una matrice diagonale e {\displaystyle S} è una matrice simmetrica.

La terza condizione non è indipendente, poiché è una conseguenza della prima e della quarta condizione.
È sempre possibile scegliere una matrice {\displaystyle D} con entrate diagonali positive. In tal caso, se {\displaystyle S} nella summenzionata scomposizione è una matrice definita positiva, allora {\displaystyle A} è detta matrice di Cartan.
La matrice di Cartan di una algebra di Lie semplice è la matrice i cui elementi sono i prodotti scalari
{\displaystyle a_{ij}={\frac {2(r_{i},r_{j})}{(r_{i},r_{i})}},}
dove {\displaystyle r_{i}} sono le radici semplici dell'algebra. Gli elementi sono interi per una delle proprietà delle radici. La prima condizione segue dalla definizione, la seconda dal fatto che per {\displaystyle i\neq j}, il vettore
{\displaystyle v_{r_{i}}(r_{j})=r_{j}-{\frac {2(r_{i},r_{j})}{(r_{i},r_{i})}}\,r_{i}}
è una radice che è una combinazione lineare delle radici semplici {\displaystyle r_{i}} e {\displaystyle r_{j}} con un coefficiente positivo per {\displaystyle r_{i}} e quindi il coefficiente per {\displaystyle r_{i}} deve essere non negativo. 
La terza è vera perché l'ortogonalità è una relazione simmetrica. E infine, siano {\displaystyle D_{ij}={\tfrac {\delta _{ij}}{(r_{i},r_{i})}}} e {\displaystyle S_{ij}=2(r_{i},r_{j})}. Poiché le radici semplici si estendono in uno spazio euclideo, la matrice {\displaystyle S} è definita positiva.

## Rappresentazione delle algebre a dimensione finita
Nella teoria delle rappresentazioni modulari, e più in generale nella teoria delle rappresentazioni delle algebre di dimensione finita {\displaystyle A} che sono non semisemplici, una matrice di Cartan viene definita considerando un numero (limitato) di moduli non scomponibili e scrivendo serie di componenti per essi in termini di moduli proiettivi, ottenendo una matrice di interi che contano il numero di eventi di un modulo proiettivo.